# Maciej Bodnar
Maciej Bodnar (Breslau, 7 de març de 1985) és un ciclista polonès, professional des del 2005 i fins al 2023. Bon contrarellotgista, en el seu palmarès destaquen sis campionats nacionals en contrarellotge i una etapa al Tour de França.
El seu germà Łukasz també és un ciclista professional.

## Palmarès
- 2006
  -  Campió de Polònia en contrarellotge sub-23
- 2007
  -  Campió de Polònia en contrarellotge sub-23
  - 1r al Gran Premi Bradlo
- 2009
  -  Campió de Polònia en contrarellotge
- 2012
  -  Campió de Polònia en contrarellotge
- 2013
  -  Campió de Polònia en contrarellotge
- 2015
  - Vencedor d'una etapa a la Volta a Polònia
- 2016
  -  Campió de Polònia en contrarellotge
  - Vencedor d'una etapa als Tres dies de De Panne-Koksijde
- 2017
  - Vencedor d'una etapa al Tour de França
- 2018
  -  Campió de Polònia en contrarellotge
- 2019
  -  Campió de Polònia en contrarellotge
- 2021
  -  Campió de Polònia en contrarellotge
- 2022
  -  Campió de Polònia en contrarellotge

### Resultats al Tour de França
- 2011. 143è de la classificació general
- 2013. 114è de la classificació general
- 2014. 112è de la classificació general
- 2016. 159è de la classificació general
- 2017. 116è de la classificació general
- 2018. 122è de la classificació general
- 2022. 115è de la classificació general

### Resultats al Giro d'Itàlia
- 2010. 127è de la classificació general
- 2012. 117è de la classificació general
- 2020. 107è de la classificació general
- 2021. 136è de la classificació general

### Resultats a la Volta a Espanya
- 2009. 131è de la classificació general
- 2012. 138è de la classificació general
- 2014. 122è de la classificació general
- 2015. 140è de la classificació general